# Луис Дијаз
Луис Фернандо Дијаз Маруланда (шп. Luis Fernando Díaz Marulanda; Баранкас, 13. јануар 1997) јесте колумбијски фудбалер који тренутно наступа за Бајерн Минхен и репрезентацију Колумбије. Игра на месту крила. 
Дијаз је професионално почео да се бави фудбалом у колумбијском друголигашком клубу Баранкиљи. Затим је прешао у Хуниор с којим је освојио колумбијско првенство, куп и суперкуп. Године 2019. прешао је у португалски Порто у трансферу вредном седам милиона евра. Успео је с клубом двапут да освоји Лигу Португалије и Куп Португалије као и један суперкуп те земље. Пошто је имао изванредну прву половину сезоне 2021/22. (дао је четрнаест голова на осамнаест утакмица у првенству), Ливерпул га је потписао у трансферу вредном 45 милиона евра. У истој сезони, с Ливерпулом је био првак Лига купа и ФА купа.
Дебитантски наступ за сениорску репрезентацију Колумбије Дијаз је имао 2018. године. За селекцију своје земље одиграо је више од тридесет утакмица. Био је део тима Колумбије који је освојио треће место на Копа Америци 2021. Био је најбољи стрелац тог првенства, заједно с Лионелом Месијем.

## Статистике

### Клуб
Ажурирано 9. октобра 2022.
| Клуб      | Сезона    | Лига                  | Лига    | Лига   | Национални куп | Национални куп | Лига куп | Лига куп | Континентално првенство | Континентално првенство | Остало  | Остало | Укупно  | Укупно |
| Клуб      | Сезона    | Ранг                  | Наступи | Голови | Наступи        | Голови         | Наступи  | Голови   | Наступи                 | Голови                  | Наступи | Голови | Наступи | Голови |
| --------- | --------- | --------------------- | ------- | ------ | -------------- | -------------- | -------- | -------- | ----------------------- | ----------------------- | ------- | ------ | ------- | ------ |
| Баранкиља | 2016.     | Друга лига Колумбије  | 19      | 2      | 2              | 0              | —        | —        | —                       | —                       | —       | —      | 21      | 2      |
| Баранкиља | 2017.     | Друга лига Колумбије  | 15      | 1      | 6              | 0              | —        | —        | —                       | —                       | —       | —      | 21      | 1      |
| Баранкиља | Укупно    | Укупно                | 34      | 3      | 8              | 0              | —        | —        | —                       | —                       | —       | —      | 42      | 3      |
| Хуниор    | 2017.     | Прва лига Колумбије   | 12      | 0      | 7              | 0              | —        | —        | 4                       | 1                       | —       | —      | 23      | 1      |
| Хуниор    | 2018.     | Прва лига Колумбије   | 38      | 13     | 2              | 0              | —        | —        | 19                      | 3                       | —       | —      | 59      | 16     |
| Хуниор    | 2019.     | Прва лига Колумбије   | 17      | 2      | 2              | 0              | —        | —        | 5                       | 0                       | 2       | 1      | 26      | 3      |
| Хуниор    | Укупно    | Укупно                | 67      | 15     | 11             | 0              | —        | —        | 28                      | 4                       | 2       | 1      | 108     | 20     |
| Порто     | 2019/20.  | Прва лига Португалије | 29      | 6      | 6              | 2              | 5        | 2        | 10                      | 4                       | —       | —      | 50      | 14     |
| Порто     | 2020/21.  | Прва лига Португалије | 30      | 6      | 6              | 1              | 1        | 1        | 9                       | 2                       | 1       | 1      | 47      | 11     |
| Порто     | 2021/22.  | Прва лига Португалије | 18      | 14     | 3              | 0              | 1        | 0        | 6                       | 2                       | —       | —      | 28      | 16     |
| Порто     | Укупно    | Укупно                | 77      | 26     | 15             | 3              | 7        | 3        | 25                      | 8                       | 1       | 1      | 125     | 41     |
| Ливерпул  | 2021/22.  | Премијер лига         | 13      | 4      | 5              | 0              | 1        | 0        | 7                       | 2                       | —       | —      | 26      | 6      |
| Ливерпул  | 2022/23.  | Премијер лига         | 8       | 3      | 0              | 0              | 0        | 0        | 3                       | 1                       | 1       | 0      | 12      | 4      |
| Ливерпул  | Укупно    | Укупно                | 21      | 7      | 5              | 0              | 1        | 0        | 10                      | 3                       | 1       | 0      | 38      | 10     |
| Свеукупно | Свеукупно | Свеукупно             | 199     | 51     | 39             | 3              | 8        | 3        | 63                      | 15                      | 4       | 3      | 313     | 74     |

1. ↑  Укључује: Куп Колумбије, Куп Португалије и ФА куп.
2. ↑  Укључује: Лига куп Португалије и Лига куп Енглеске.
3. ↑  Наступи у Копи Судамериканa.
4. ↑  Девет наступа у Копи либертадорес, десет наступа и три гола у Копи Судамерикана.
5. ↑  Наступи у Копи либертадорес.
6. ↑  Наступи у Суперкупу Колумбије.
7. ↑  Два наступа и један гол у Лиги шампиона, осам наступа и три гола у Лиги Европе.
8. 1 2 3 4  Наступи у Лиги шампиона.
9. ↑  Наступ у Суперкупу Португалије.
10. ↑  Наступ у ФА Комјунити шилду

### Репрезентација
Ажурирано 27. септембра 2022.
| Репрезентација | Година | Наступи | Голови |
| -------------- | ------ | ------- | ------ |
| Колумбија      | 2018.  | 1       | 0      |
| Колумбија      | 2019.  | 13      | 1      |
| Колумбија      | 2020.  | 2       | 0      |
| Колумбија      | 2021.  | 15      | 6      |
| Колумбија      | 2022.  | 6       | 1      |
| Укупно         | Укупно | 37      | 8      |

Ажурирано 24. марта 2022.
Голови Колумбије су наведени на првом месту. Колона „гол” означава резултат на утакмици након Дијазовог гола.
| Број | Датум              | Стадион                                                  | Противник    | Гол   | Резултат | Такмичење                                |
| ---- | ------------------ | -------------------------------------------------------- | ------------ | ----- | -------- | ---------------------------------------- |
| 1    | 26. март 2019.     | Стадион светског првенства, Сеул, Јужна Кореја           | Јужна Кореја | 1 : 1 | 1 : 2    | Пријатељска утакмица                     |
| 2    | 3. јун 2021.       | Национални стадион Перуа, Лима, Перу                     | Перу         | 3 : 0 | 3 : 0    | Квалификације за Светско првенство 2022. |
| 3    | 23. јун 2021.      | Олимпијски стадион Нилтон Сантос, Рио де Жанеиро, Бразил | Бразил       | 1 : 0 | 1 : 2    | Копа Америка 2021.                       |
| 4    | 6. јул 2021.       | Национални стадион Мане Гаринча, Бразилија, Бразил       | Аргентина    | 1 : 1 | 1 : 1    | Копа Америка 2021.                       |
| 5    | 9. јул 2021.       | Национални стадион Мане Гаринча, Бразилија, Бразил       | Перу         | 2 : 1 | 3 : 2    | Копа Америка 2021.                       |
| 6    | 9. јул 2021.       | Национални стадион Мане Гаринча, Бразилија, Бразил       | Перу         | 3 : 2 | 3 : 2    | Копа Америка 2021.                       |
| 7    | 9. септембар 2021. | Стадион Роберто Мелендез, Баранкиља, Колумбија           | Чиле         | 3 : 1 | 3 : 1    | Квалификације за Светско првенство 2022. |
| 8    | 24. март 2022.     | Стадион Роберто Мелендез, Баранкиља, Колумбија           | Боливија     | 1 : 0 | 3 : 0    | Квалификације за Светско првенство 2022. |

## Успеси
Хуниор
- Прва лига Колумбије: 2018. (II), 2019. (I)
- Куп Колумбије: 2017.
- Суперкуп Колумбије: 2019.

Порто
- Прва лига Португалије: 2019/20, 2021/22.
- Куп Португалије: 2019/20, 2021/22.
- Суперкуп Португалије: 2020.

Ливерпул
- Премијер лига: 2024/25.
- ФА куп: 2021/22.[5]
- Лига куп Енглеске: 2021/22,[6] 2023/24.[7]
- ФА Комјунити шилд: 2022.
- Финалиста Лиге шампиона: 2021/22.[8]

Колумбија
- Копа Америка:  2024.

Појединачни
- Најбољи стрелац Копа Америке: 2021.[9]
- Члан идеалне екипе Копа Америке: 2021.[10]
- Играч месеца у Првој лиги Португалије: октобар, новембар 2021.[11]
- Нападач месеца у Првој лиги Португалије: октобар и новембар 2021,[12] децембар 2021.[13]
- Гол месеца у Првој лиги Португалије: новембар 2020,[14] октобар и новембар 2021.[15]
- Награда за фер-плеј у Првој лиги Португалије: 2020/21.[16]